# Oldendorf (Holstein)
Oldendorf è un comune tedesco del circondario di Steinburg, nella regione dello Schleswig-Holstein. Ha circa 1 100 abitanti.